# Küsten-Tanne

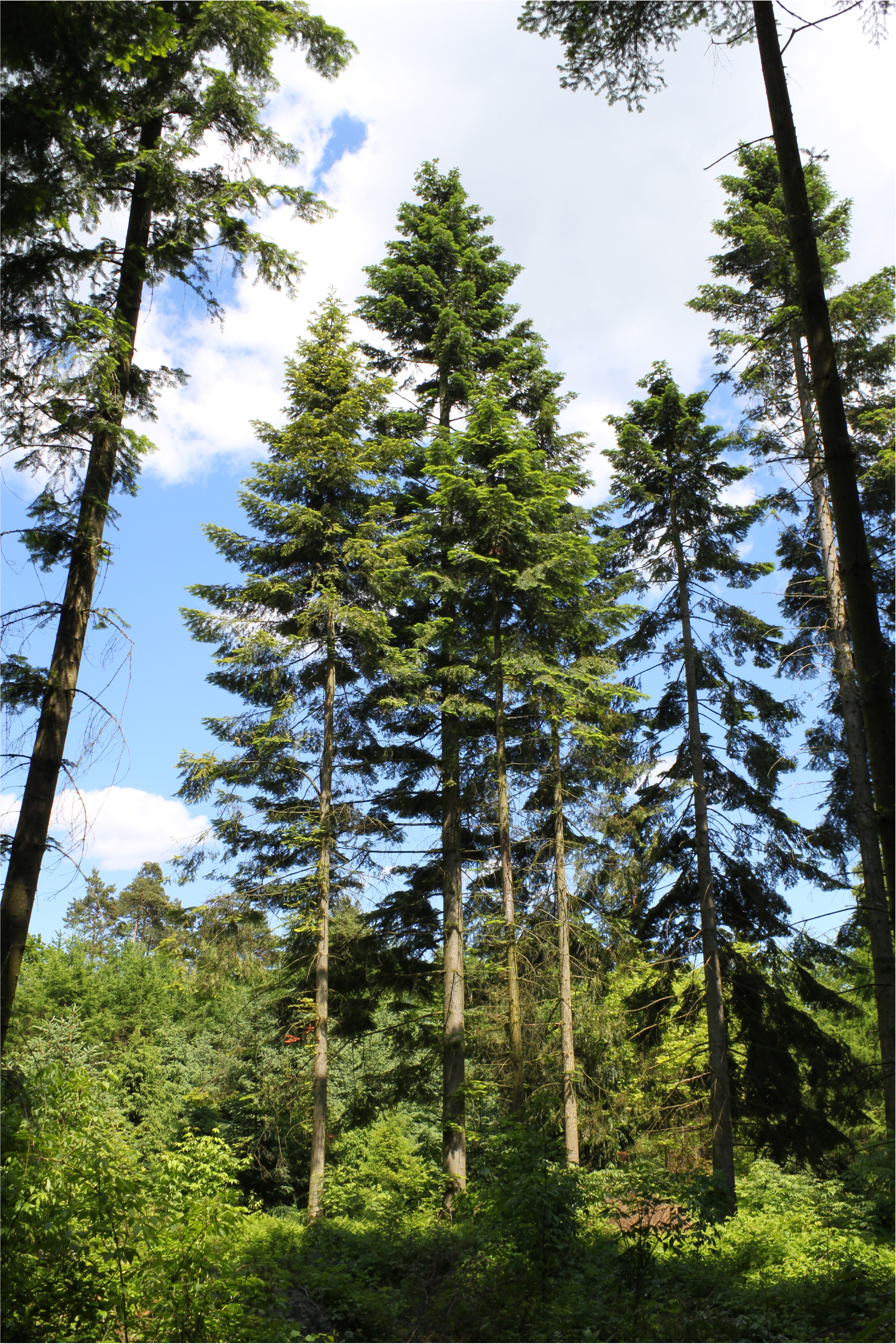
Abies grandis

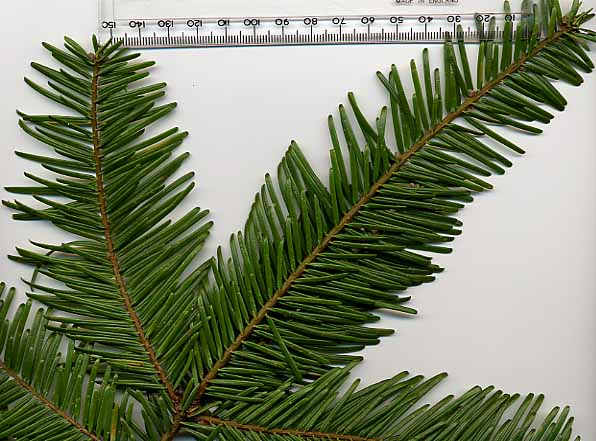
Zweig der Küstentanne

Die Küsten-Tanne (Abies grandis (Douglas ex D.Don) Lindl., Syn.: Abies excelsior Franco), auch Riesen-Tanne genannt, ist eine Pflanzenart der Gattung Tannen (Abies) aus der Familie der Kieferngewächse (Pinaceae).

## Verbreitung

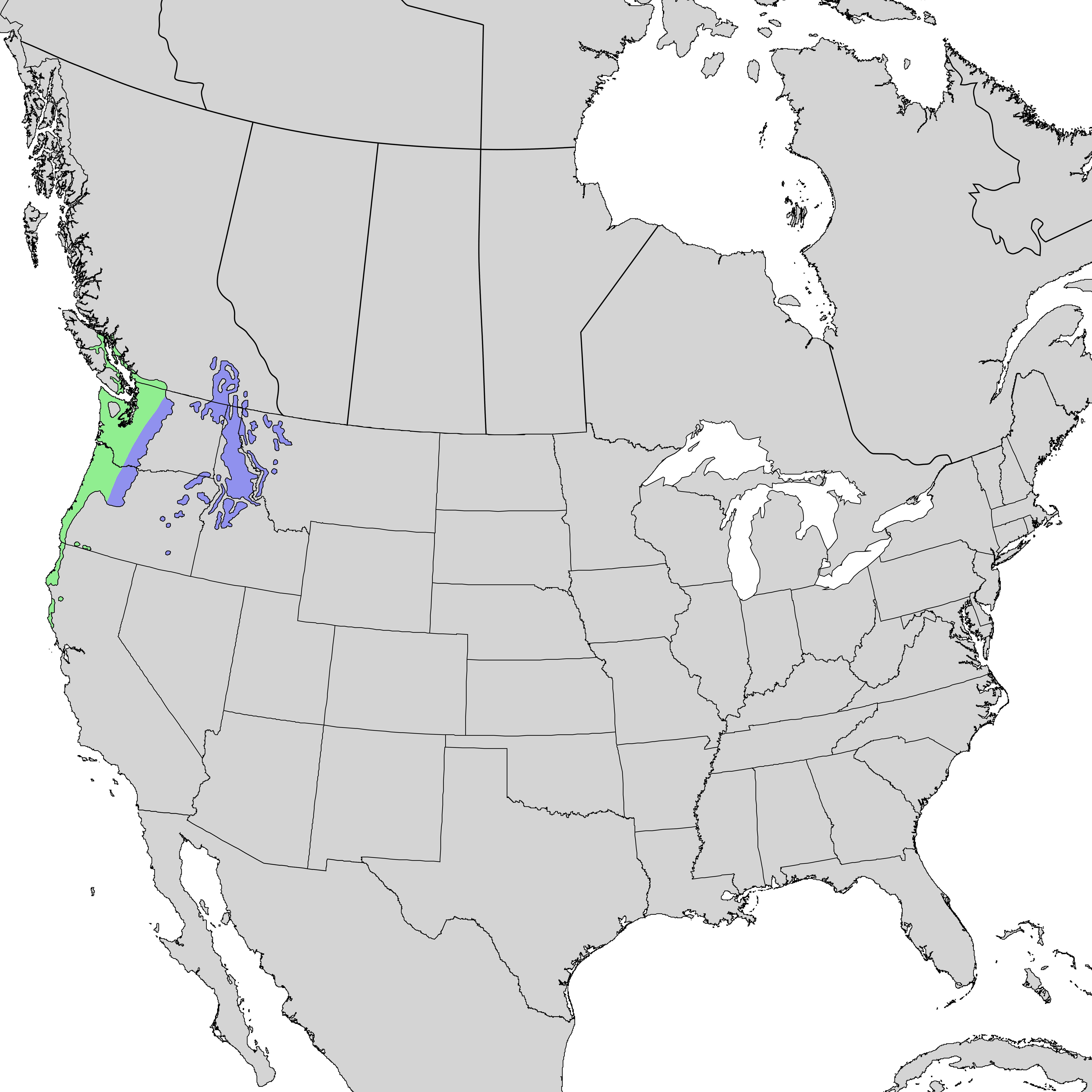
Verbreitungskarte der Küsten-Tanne mit den beiden Varietäten

Die Küsten-Tanne ist im westlichen Nordamerika heimisch. Ihr Verbreitungsgebiet reicht entlang der Pazifikküste von Vancouver Island und von British Columbia über Washington und Oregon bis Nordwestkalifornien. Davon abgetrennt kommt sie auch im Inland östlich bis Idaho und West-Montana vor.
Die Küsten-Tanne steigt bis in Höhenlagen von 1600 Meter. Sie bevorzugt tiefgründige, nährstoffreiche, feuchte, aber gut drainierte Böden. Oft wächst sie entlang von Flüssen. Sie bildet Reinbestände oder Mischwälder mit der Douglasie, der Westamerikanischen Lärche, der Sitka-Fichte und der Westamerikanischen Hemlocktanne.
In Mitteleuropa ist die Küsten-Tanne eine der forstlich wichtigsten und nicht invasiven fremdländischen Holzarten, vor allem im atlantischen Klimabereich. Zum einen ist sie sehr raschwüchsig: Ab dem fünften Lebensjahr bildet sie Jahrestriebe bis zu einem Meter Länge und nimmt dementsprechend auch rasch am Stammdurchmesser zu. Sie kann innerhalb von 50 Jahren eine Höhe von 40 Meter und einen Durchmesser von 50 Zentimeter erreichen. Zum anderen ist sie gegenüber dem Standort toleranter als die Weißtanne. Es besteht allerdings eine Anfälligkeit gegenüber wurzelpathogenen Pilzen wie dem Hallimasch.
Die Küsten-Tanne wird zunehmend als Forstgehölz angepflanzt, das resistenter gegen klimatische Veränderungen und Trockenheit sein soll als heimische Nadelbaumarten. Nach den sehr trockenen Sommern in den Jahren 2019 und 2020 in Europa erweist sich der Baum jedoch als sehr anfällig gegen Borkenkäferbefall.

## Beschreibung
Die Küsten-Tanne ist ein immergrüner Baum, der Wuchshöhen von bis zu 85 Meter und Stammdurchmesser (BHD) von meist 1,55, selten bis 2,5 Meter erreicht. Ihr Höchstalter liegt bei 300 Jahren. Die Baumkrone bleibt bis ins hohe Alter, anders als bei der Weißtanne oder der Colorado-Tanne, stets spitz kegelförmig – die abgeflachte, rundliche „Storchennest-Krone“ ist äußerst selten. Ebenfalls charakteristisch für die Küsten-Tanne ist, im Gegensatz etwa zur europäischen Rotfichte, ein sehr vollholziger bzw. wenig abholziger Stamm. Die Borke ist bei jungen Bäumen bräunlichgrau mit Harzblasen und bleibt auch bei einer Gesamtwuchshöhe von über 30 Metern noch lange glatt. Die Borke im unteren Stammdrittel alter Bäume ist stumpf-grau bis purpur-grau und in kleine Felder zerbrechend.
Die dunkelpurpurnen, harzverklebten Knospen sind mit 2 mm sehr klein und unter den Nadeln verborgen. Die Nadeln sind sehr flach gescheitelt und in zwei Ebenen angeordnet. Die obere Reihe ist mit 1,6 bis 3 Zentimeter kürzer als die untere mit 2,5 bis 5,5 Zentimeter. Die Nadeln duften zerrieben aromatisch nach Orangen.
Die Blütezeit der Küsten-Tanne liegt von April bis Mai. Die Küsten-Tanne ist einhäusig getrenntgeschlechtig (monözisch). Die männlichen Zapfen sind bläulich-rot, purpurfarben, orange, gelb oder grün. Die weiblichen Zapfen sind während der Blütezeit hellgrün, dunkelblau oder dunkelpurpurfarben. Die reifenden, zylindrischen Zapfen weisen eine Länge von 5 bis 12 Zentimeter und einen Durchmesser von 3 bis 3,5 Zentimeter auf; sie sind zuerst hellgrün oder grau und im reifen Zustand rotbraun. Die 6 bis 8 × 3 bis 4 Millimeter großen Samen reifen im September und besitzen einen Flügel, der etwa eineinhalb mal so lang ist wie das Samenkorn. Die Keimlinge besitzen meist fünf bis sechs (vier bis sieben) Keimblätter (Kotyledonen).
Die Chromosomenzahl beträgt 2n = 24.

## Holznutzung
Ähnlich wie Fichtenholz ist das Holz der Küsten-Tanne eher weich und wird daher häufig zur Papierherstellung, für Transportkisten und als Bauholz genutzt. 
Für die Qualität des Holzes ist die waldbauliche Behandlung entscheidend.

## Große Küsten-Tannen Exemplare
- Riesen-Tanne am Duckabush River Trail, Olympic National Park, WA.: Höhe 77 Meter, Stammdurchmesser 185 Zentimeter, Stammvolumen 68,3 m³ (1988)
- Tanne am Chilliwack River, BC.: Höhe 75 Meter, Stammdurchmesser 220 Zentimeter
- Riesen-Tanne in der Glacier Peak Wilderness, WA.: Höhe 81,4 Meter, Stammdurchmesser 158 Zentimeter, Stammvolumen 53,0 m³ (1993)
- Riesen-Tanne im Schlossgarten Friedelhausen, Hessen, Höhe ca. 59 Meter[4]
- Grösster Baum in Nordrhein Westfalen am Limberg, Preußisch Oldendorf, ca. 62 Meter[5]

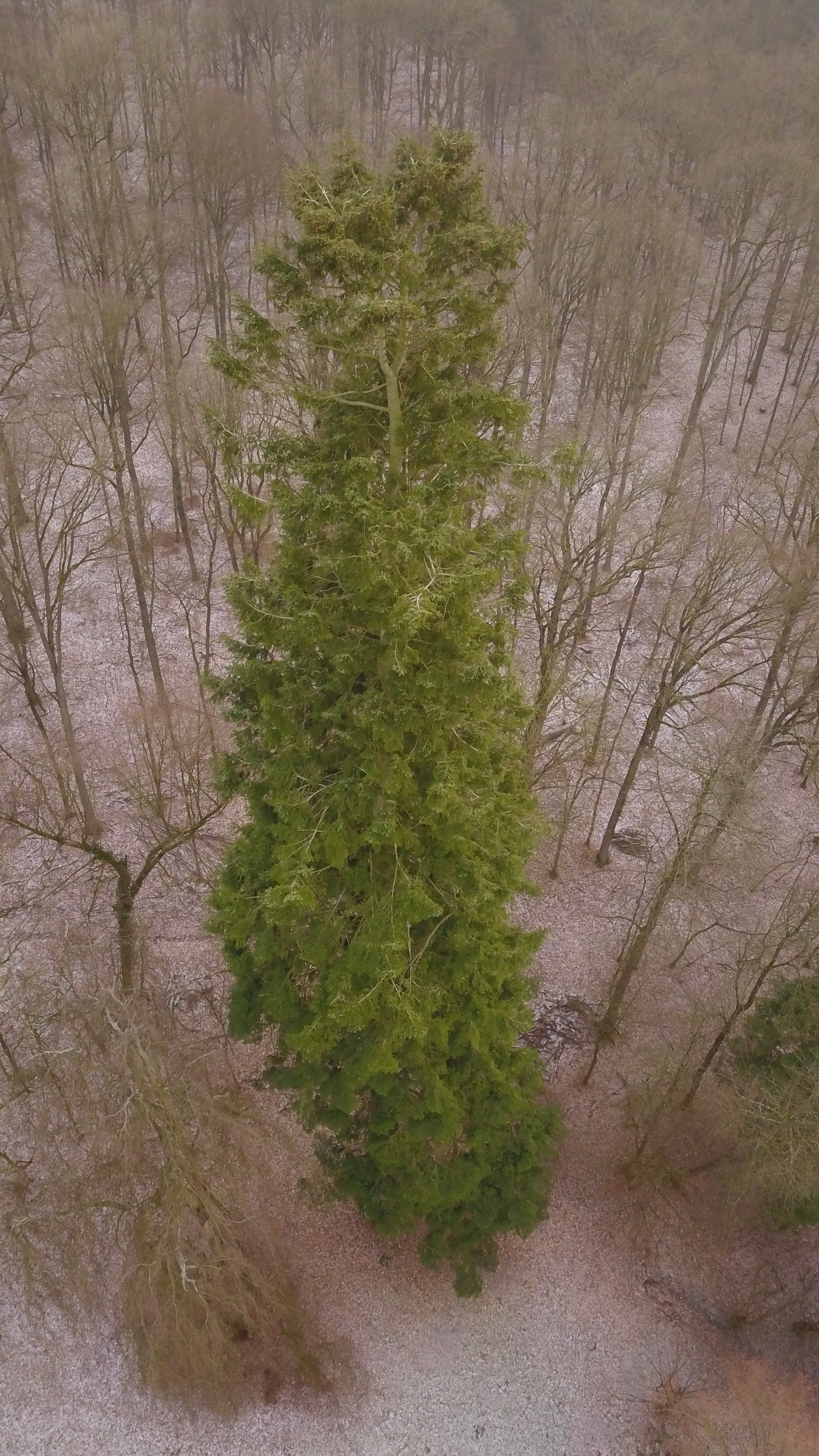
Küsten-Tanne im Schlossgarten Friedelhausen, Höhe ca. 59 Meter